# Євген Лащик
Євген Лащик (27.10.1937, Джурин, Галичина — 20.07.1995, Філадельфія, США) — філософ (США). На еміграції у США з 1949 р. Закінчив студії філософії у Міському Коледжі у Нью-Йорку (1961). Там же здобув ступінь магістра (1964). У 1969 р. здобув дтупінь доктора філософії в Університеті Пенсільванії. Був надзвичайним професором в університеті Ля-Саль (1965-95). Автор ряду філософських праць присвячених поглядам Володимира Винниченка, Григорія Сковороди. Дійсний член УВАН. Редактор філософського тому «Анналів».